# 会沢仁康
会沢 仁康（あいざわ ひろやす、1961年3月1日 - ）は、北海道出身の元スキージャンプ選手。レークプラシッドオリンピックの代表選手であった。駒大岩見沢高校 - 専修大学出身。
スキージャンプ・ワールドカップでの最高位は1979年12月の13位。また同年のジュニア世界選手権銅メダルを獲得している。1980年に行われたレークプラシッドオリンピックに八木弘和、秋元正博、川端隆普美と共に出場した。

## 主な記録
優勝記録
- STVカップ国際スキージャンプ競技大会・少年の部（1979年）
- 雪印杯全日本ジャンプ大会・少年の部（1978年,1979年）
- 雪印杯全日本ジャンプ旭川大会・少年の部（1979年）
- 全日本スキー選手権大会ノルディックスキー・スペシャルジャンプ・少年の部（1979年）
- NHK杯ジャンプ大会・少年の部（1979年）
- 倶知安町長杯全道ジャンプ大会・少年の部（1979年）

その他の記録
- レークプラシッドオリンピック 70m級 42位、90m級 35位
- 雪印杯全日本ジャンプ大会 6位（1979年）[2]
- 国体 4位（1982年）[3]